# Іда Клавторн
Іделін "Іда" Клоторн (англ. Edalyn "Eda" Clawthorne) — вигадана персонажка з анімаційного телесеріалу Совиний дім, створенна Даною Террас. Іда є наставницею головної героїні, Луз Носеди, та славнозвісною відьмою Киплячих островів зі званням найрозшукуванішої злодійки та наймогутнішої відьми. Будучи підліткою, вона була проклята здатністю перетворюватись на совиного звіра, якого вона з розвитком сюжету приборкує, приймаючи його як частину себе.

## Біографія
Іда з'являється в першому епізоду першого сезону мультсеріалу. Вона посилає свого другосмана Совберта до людського виміру у пошуках людских речей для продажу на ринку. Совберт приносить їй мішок з багатьма речеми, в тому числі і книгу під назвою «Добра відьма Азура». Ця книга належить головній героїгі, Луз Носеді, яка слідуючи за другосманом опинилась на Киплячих островах посеред в тому самому ринку, що й Іда. Коли Іда збирається спалити книгу, Луз швидко забирає її в неї та намагається втікти до порталу, однак Іда його швидко зачинає. В Іди немає намірів кривдити Луз, замість цього вона намагається їй продати мотлох з людського виміру, який у неї є. Іда представляє себе Луз як наймогутнішу відьму Киплячих островів та найрозшукуванішу злодійку.
ЇЇ разом з Луз знаходить сторож з ковенської варти, намагаючись її вчергове зловити, однак використовує свій відьомський посох та разом з Луз тікають з місця подій. Вони долітають до будинку Іди, Совиного дому. Іда представляє головній героїні Пугунчика, совоподібної істоти з тілом хробака, що живе всередині дверей будинку, та Короля, атропофорфного звіра-малюка з черепом в якості маски. Вона укладає з героїнею угоду про повернення корони Короля, замкнутої у місцевій в'язниці. Корона знаходиться за магічним полем, яке за її словами здатні пройти лише людина, на замін Іда допоможе Луз повернутись додому. Прибувши до в'язниці Іда потрапляє в полон, однак Луз з Королем вдається її врятувати, звільнивши ще трьох вязнів. Після втечі з в'язниці та повернення до Совиного дому, Іда відкриває Луз портал для повернення у людський вимір, однак Луз знімає думку та вирішує лишитись та навчитися бути відьмою. В свою чергу, Іда погоджується взяти її як ученицю.
Надалі вона хоч пасивно, але навчає Луз магії, і коли та знаходить забуту техніку чаклування гліфами, Іда всіляко підтримує її у вивчані магії. Пізніше Луз взнає, що Іда має проклятя з яким вона перетворюється за совиного звіра, врачаючи контроль над собою, та допомагає їй з еліксирами, які втамовують її прокляття. Іда також привчає Луз до середовища Киплячих островів і між ними розвиваються дружні відносини. З розвитком сюжету, Іда віддає Луз у місцеву школу магії, де вона сама також зустрічається голову імператорського ковена, свою старшу сестру Ліліт Клавторн, яка всіляко намагається впіймати Іду та віднести її до імператора для зцілення, однак Іда наполегливо відмовляється та кожного разу втікає.
Впродовж першого сезону, Іда привча Лус до техніки магії та правильного її використання. Дізнавшись про зловісні плани Імператора Белоса, Лус будучи з друзями на екскурсії до імператорського палацу, пробирається всередину для розгадки таємниці. Під час розвідування, її ловить Ліліт та бере в полон, аби використати її як приманку для вполювання Іди. Зрештою, Іда прибуває до палацу для порятунку Лус. Між сестрами починається двобій, під час якого Іда через відсутнійсть елексирів, перетворюється на совиного звіра. Белос зраджує Ліліт та замість зцілення Іди планує її перетворити на кам'яну статую в якості страти. Лілт об'єднується з Лус для порятунку Іди. Лус вступає в нерівний двобій з Белосом та під приводом порятунку відьми, віддає йому портфель з потралом у людський вимір, однак встигає накласти на нього гліфи та знищує портфель. Вона разом з Ліліт рятують Іди від страти та тікають з палацу. Вони прибувають до Совиного дому, Ліліт використовує магію та розділяє половину прокляття молодшої сестри собі, однак вони обидва втрачаються здатність використовувати магію. Втім, між ними двома починаються покращуватись стосунки і вони миряться одне між одним.

## Характеристика
Іда є високою жінкою в свої пізні 40 років. У неї бліда шкіра зі струкою фігурою. В неї загострені вуха, як у всіх відьом та чаклунів на Островах, помаранчеві кігтеподібні ніхті, золоті очі та довге товсте волосся з кількома відтінками сірого кольору. Зазвичай вона вдягнута в довге червону сукню та довні чорні підбори. Вона використовує дерев'яний відьомський посох з фігурою другосмана на ім'я Совберт зверху для польотів та заклинань. Будучи підлітком та ученицею школи Гексальду, її волосся було світло-помаранчевого кольору, будучи її натуральним кольором. З набуванням прокляття совиного звіра, її волося почало сивіти.
Іда Клоторн створена на честь тітки, бабусі та матері авторки телесеріалу, Дани Террас, який вона також називала "Совиними пані".